# Wapen van Sint-Truiden

Wapen van Sint-Truiden

Het wapen van Sint-Truiden zoals het er tegenwoordig uitziet werd aan de stad verleend op 2 september 1878. In 1985 werd de tekening iets aangepast.
Op het wapen staat een goudkleurig perroen op een achtergrond van keel. Bovenaan het wapenschild staat een sabelkleurige tweekoppige adelaar, gekroond met een keizerskroon, op een goudkleurige achtergrond.

## Geschiedenis
Het wapen dateert uit de dertiende eeuw. Metz stond in 1227 zijn rechten op Sint-Truiden af aan de prins-bisschop van Luik. Hiermee werd Sint-Truiden een van de 23 Goede Steden van het prinsbisdom Luik. Onmiddellijk sloten de Truienaren zich aan bij de andere Luikse steden in hun strijd om medezeggenschap in het prinsbisdom, terwijl zoals in de andere Luikse steden de ambachten zich de leiding van het stadsbestuur bevochten. In die periode werd er een markthal gebouwd op de plaats waar het huidige stadhuis staat, en er werd een perroen opgericht op het marktplein, de lokale autonomie symboliserend. Het perroen staat vandaag nog steeds naast het stadhuis op de Grote Markt. Het werd overgenomen op het wapenschild van de stad.

### Eerste wapen
Het eerste wapen werd op 20 oktober 1819 toegekend door de Hoge Raad van Adel. Op dat moment was Sint-Truiden nog een Nederlandse gemeente. De beschrijving luidde:
Van lazuur beladen met een dubbelen en gekroonden gouden arend, hebbende op deszelfs borst de letters S.T. het schild gedekt met een kroon van goud
Niet vermeld wordt dat de kronen op de arendshoofden keizerskronen zijn, en dat de rangkroon een markiezenkroon met vijf fleurons is.
Omdat bij de aanvraag de kleuren niet waren gespecificeerd, werd het wapen verleend in de rijkskleuren blauw en goud.
Op 31 mei 1838 werd het toegekende wapen door de Belgische overheid bevestigd, met de volgende beschrijving:
Hemelsblaeuw koleur met eenen arend met twee hoofden van geel koleur met kruyn van zulke kleur, den arend voerende op de borst de letters S T van zwart koleur het wapen gedekt met eene gouden kroon.

### Tweede wapen
Op 2 september 1878 werd een nieuw wapen toegekend, met de volgende beschrijving:
De gueules au perron de Liège d'or, posé sur trois marches soutenues par trois supports, surmonté d'une pomme de pin avec croix, accompagné des lettres S.T. d'or; au chef d'or chargé d'une double aigle naissante de sable, becquée, languée, membrée et couronnée de gueules, l'écu timbré d'une couronne d'or.

### Derde wapen
Op 7 oktober 1985 werd de gekroonde adelaar iets gewijzigd en verdwenen de letters S.T. van het wapen. De beschrijving luidt:
In keel een perron op vier treden, geplaatst op drie bollen, getopt met een pijnappel en kruis, het geheel van goud; schildhoofd: in goud een dubbele adelaar van sabel, gebekt, getongd, gepoot en overtopt met een keizerskroon, alles van keel.
Dit is het huidige wapen.

## Historische wapens

Ouder wapen van Sint-Truiden, toegekend op 20 oktober 1819
Ouder wapen van Sint-Truiden, toegekend op 2 september 1878